# ラヴ・イズ・オーヴァー
「ラヴ・イズ・オーヴァー」（LOVE IS OVER）は、台湾出身の歌手、欧陽菲菲のシングルである。日本における欧陽菲菲の代表曲の一つ。

## 概要
作詞・作曲：伊藤薫　編曲：川上了（1979年/1980年盤）、若草恵（1982年/1983年盤）。「ラヴ・イズ・オーヴァー」（以下、「ラヴ・イズ」）は、元は1979年7月1日発売の「うわさのディスコ・クィーン」（ポリドール DR6337）（以下、「うわさの」）のB面曲だった。
しかし「うわさの」は中国語バージョンが台湾や香港でヒットしたものの、当時日本国内では2〜3万枚の売上に終わった。その後も欧陽菲菲が「ラヴ・イズ」を日本で歌い続けると、口コミで評判が広まっていった。
これを受けて「ラヴ・イズ」は、1980年7月にA面曲として発売された。1982年9月1日には、アレンジを変更した音源がA面曲として発売（ポリドール 7DX-1189）され、さらに1983年5月にはジャケットを変更したものが発売された。
その後「ラヴ・イズ」はオリコンチャート1位を獲得するなどヒットに繋がったが、1980年代の紅白歌合戦には呼ばれなかった模様で披露されることはなかった。しかしその後1991年末の『第42回NHK紅白歌合戦』で、欧陽自身18年ぶり3度目となる紅白出演時にようやく同曲が歌唱披露された。
「ラヴ・イズ」は、1983年のレコード大賞でロング・セラー賞を受賞した。さらに欧陽による中国語版「ラヴ・イズ」が発売されると、台湾、香港でもヒットした。
2010年には欧陽菲菲の日本デビュー40年目、「ラヴ・イズ・オーヴァー」がA面曲としてリリースされて30周年にあたることから、Jeff Miyaharaによるリアレンジが「ラヴ・イズ・オーヴァー -Jeff Miyahara Rearrange-」として配信限定でリリースされた。

## 解説

### 曲制作の経緯
ポリドールのディレクターだった萩原克己から、作曲家・伊藤薫に「欧陽菲菲に2曲作って欲しい」と依頼された。その際萩原から、「花火の上がるような明るい曲と、しっとり聴かせるバラード曲を作ってほしい」と注文された。そして出来上がったのが、「うわさの」と「ラヴ・イズ」である。
レコーディングの際、スタジオで同2曲のデモ音源を聞いた欧陽は「ラヴ・イズ」に身体が震えるほどの衝撃を受けたが、しかし彼女のそれまでのヒット曲がアップテンポなものがほとんどだったこと、また当時、日本がディスコブームだったことから、レコード会社の判断により「うわさの」をA面にして1979年に発売することが決まった。

### 歌詞
作者の伊藤薫は、「年上の女性が、“ヒモ男”っぽくなってしまった恋人に別れを告げる場面」を想像して「ラヴ・イズ」を作詞した。歌詞の中で、「恋人への気持ちが冷めてしまったわけではないけど、このまま一緒にいたら甘やかして彼をダメにしてしまう」という、微妙な女心を書いた。加えて「迷いに迷った末の“さよなら”を書くことで、女性の切なさと温もりを表現したかった」と語っている。
Aメロで男の事を「あなた」と呼んでいるのに、サビで「あんた」に変わる部分が、伊藤がもっともこだわったポイントのひとつだという。伊藤によると、「女性は最初は冷静に距離を保ちながら、“私とあなたは別れなきゃいけない”と伝えようとする。しかし未練を断ち切るために切々と語り続ける内に、心の中で恋人への気持ちがせきを切って溢れ出し、つい以前の呼び方である「あんた」と呼んでしまう」。続けて、「一般的な作詞のセオリーとしては呼称を途中で変えるのは不自然だが、女性の気持ちの昂りを表現するために敢えてそうした」と解説している。それまでの歌謡曲における男女の別れは、“男に振られた女性がシクシクと泣く”というパターンが多く、“女性側から恋人にきっぱりと別れを告げる”という歌詞は当時の邦楽としては斬新だったとしている。
伊藤によると、当初の歌詞は終盤の「ふりむかないで」で終わるはずだったが、レコーディング時に欧陽がグルーブ感を出そうと、この歌詞の後にアドリブで「Love is over Uh……」と歌った。すると、これを気に入った伊藤がさらに「元気でいてね　Love is over……」の歌詞とメロディを急遽追加し、その場で曲を完成させた。

### 曲・アレンジ・歌声への評価
音楽評論家の富澤一誠は、「キャッチーでメロディアスな曲調に、強い意思を感じさせる欧陽の歌声。第一声の少しくぐもった“ラヴ・イズ・オーヴァー”という歌い出しから強烈に引き込まれて、一度聞いたら忘れられないインパクトがある」と評している。
また富澤は、「この曲の構成は、二段構えになっていてメリハリを持たせている。詳しくは、「最初のAメロは繊細で美しいピアノの伴奏と、最低限のドラムのリズムで女性の語りをじっくり聴かせる。サビの直前から伴奏がゴージャスになり、コーラスまで入って一気に畳み掛ける。歌詞で男性への気持ちが爆発するのと同時にメロディのスケールが一気に大きくなる」と評している。これに対し伊藤は、「曲のメリハリがついたのは1982年盤でアレンジを担当してくれた若草恵さんと、間奏のサックスのソロ演奏を担当したジェイク・コンセプションのおかげです」と回想している。加えて、「間奏にサックスのソロを入れたのは若草さんのアイディアで、以前のヴァージョンより曲の哀愁がぐっとこみ上げる。フォーク出身の僕には考えつかないアイディアでした」と評している。
加えて伊藤と富澤は、「『ラヴ・イズ」が名曲になった最大の要因は、欧陽の歌声」と評している。欧陽の歌声について、伊藤は「洋楽的なパワーと邦楽の叙情を同時に表現できる不思議な魅力がある」と評している。また富澤は「欧陽の独特の日本語のアクセントには、そこはかとない色気が漂う」と評している。欧陽自身は後年、「この曲のヒット後あるディレクターから歌声を褒められたことが印象的だった」と明かしている。その人物からは、「菲菲の“ラヴ・イズ”という歌詞の“ヴ・イ”の発音がとても格好良く響いて、聞く人の心を鷲掴みにした。日本人だとこの味は出せないよ」と評されたという。

### ヒットのきっかけ
1979年の「ラヴ・イズ」の発表からほどなくして、六本木や西麻布辺りのいくつかのクラブで、歌好きなママたちがこの曲を歌い始めた。それは閉店時間に店内のピアノ伴奏に合わせてママが「ラヴ・イズ」を歌い、最後の客たちにいい気分で帰ってもらうというものだった。するとその客たちの間で、「あの曲は誰のなんて言う曲だろう？」と徐々に口コミで広まり出した。後日、この噂が欧陽の当時の所属事務所社長の耳に入ったことで、社長は「そんなに人気があるなら、『ラヴ・イズ』が欧陽菲菲の歌だともっと世間に認知させよう」との考えに至り、1980年以降の「ラヴ・イズ」をA面にした一連の販売戦略を行うこととなった。
スタッフによる宣伝や欧陽が歌番組などで「ラヴ・イズ」の歌唱を根気よく続けたことが、1983年のヒットに繋がった。その後中国版による台湾、香港でのヒットを経て、欧陽はアジアを中心とするいくつかの国々（シンガポール、マレーシア、アメリカ・ラスベガスなど）のステージで「ラヴ・イズ」を歌い、好評を得るようになった。

## チャート成績
1983年7月にオリコンチャート入りを果たし（この7月のことかは不明だが、『夜のヒットスタジオ』（フジテレビ）で歌った後、同チャートで40位に上昇した。）、12月には2週連続で1位を獲得。52.2万枚のセールスを記録し、翌1984年度のオリコン年間ランキングは18位を獲得した。
TBSテレビ系列『ザ・ベストテン』には、1983年11月17日放映時に「今週のスポットライト」で初出演。その後、同年12月1日に第10位で初ランクイン、1983年12月29日と翌1984年1月19日の合計2週間、最高3位に上昇。1984年2月16日放送（第10位）迄、通算で12週間も10位以内にランクされた。

## 収録曲

### 1980年盤（DR-6413）
| 全作詞・作曲: 伊藤薫、全編曲: 若草恵。 |                            |        |            |      |
| #                                      | タイトル                   | 作詞   | 作曲・編曲 | 時間 |
| 1.                                     | 「ラヴ・イズ・オーヴァー」 | 伊藤薫 | 伊藤薫     | 4:36 |
| 2.                                     | 「へんな女の独り言」       | 伊藤薫 | 伊藤薫     | 2:47 |
| 合計時間:                              | 合計時間:                  | 7:23   |            |      |

### 1982年盤（7DX-1189）
| 全作詞・作曲: 伊藤薫、全編曲: 若草恵。 |                                      |        |            |      |
| #                                      | タイトル                             | 作詞   | 作曲・編曲 | 時間 |
| 1.                                     | 「ラヴ・イズ・オーヴァー」           | 伊藤薫 | 伊藤薫     | 4:36 |
| 2.                                     | 「ラヴ・イズ・オーヴァー」(カラオケ) | 伊藤薫 | 伊藤薫     | 4:36 |
| 合計時間:                              | 合計時間:                            | 9:12   |            |      |

## 1983年の競作盤
1983年には、多くの歌手にカバーされ競作となった。カバー盤は原曲とキーが異なる作品が多い。

### 生沢佑一盤

#### 収録曲
| #         | タイトル                       | 作詞      | 作曲      | 編曲      | 時間 |
| --------- | ------------------------------ | --------- | --------- | --------- | ---- |
| 1.        | 「ラヴ・イズ・オーヴァー」     | 伊藤薫    | 伊藤薫    | 杉山正明  | 4:28 |
| 2.        | 「52階のチャイニーズ・ガール」 | 橋本淳    | 西村昌敏  | 大谷和夫  | 4:38 |
| 合計時間: | 合計時間:                      | 合計時間: | 合計時間: | 合計時間: | 9:06 |

### 内藤やす子盤

#### 収録曲
| #         | タイトル                   | 作詞      | 作曲       | 編曲      | 時間 |
| --------- | -------------------------- | --------- | ---------- | --------- | ---- |
| 1.        | 「ラヴ・イズ・オーヴァー」 | 伊藤薫    | 伊藤薫     | 中村暢之  | 4:18 |
| 2.        | 「あなたにはわからない」   | 康珍化    | 亀井登志夫 | 鷺巣詩郎  | 4:31 |
| 合計時間: | 合計時間:                  | 合計時間: | 合計時間:  | 合計時間: | 8:49 |

### ニック・ニューサー盤

#### 収録曲
| #         | タイトル                                 | 作詞      | 作曲      | 編曲               | 時間 |
| --------- | ---------------------------------------- | --------- | --------- | ------------------ | ---- |
| 1.        | 「ラヴ・イズ・オーヴァー」(LOVE IS OVER) | 伊藤薫    | 伊藤薫    | ニック・ニューサー | 4:17 |
| 2.        | 「ロンリー ベイビー」(LONELY BABY)       | 田中収    | 田中収    | 福田彰一           | 3:30 |
| 合計時間: | 合計時間:                                | 合計時間: | 合計時間: | 合計時間:          | 7:47 |

### やしきたかじん盤
1983年11月5日に、やしきたかじん11枚目のシングルとして、ビクター移籍第一弾として発売された。
たかじんによるカバー盤は関西での売上が顕著であった。
キングレコード時代の楽曲とは大きく変わり、耐え忍ぶ女性の気持ちを歌った本作は関西圏を中心にヒット。本作後のオリジナル曲である「あんた」「やっぱ好きやねん」「ICHIZU」などの代表曲につながる、たかじん人気を押し上げる楽曲となった。

#### 収録曲
| #         | タイトル                   | 作詞       | 作曲           | 編曲      | 時間 |
| --------- | -------------------------- | ---------- | -------------- | --------- | ---- |
| 1.        | 「ラヴ・イズ・オーヴァー」 | 伊藤薫     | 伊藤薫         | 八木正生  | 4:20 |
| 2.        | 「ハーバー・ライト」       | 伊藤アキラ | やしきたかじん | 新谷康彦  | 3:15 |
| 合計時間: | 合計時間:                  | 合計時間:  | 合計時間:      | 合計時間: | 7:35 |

### 黛ジュン盤

#### 収録曲
| #  | タイトル                               | 作詞     | 作曲   | 編曲   |
| -- | -------------------------------------- | -------- | ------ | ------ |
| 1. | 「ラブ・イズ・オーバー」(LOVE IS OVER) | 伊藤薫   | 伊藤薫 | 若草恵 |
| 2. | 「女は〇」(ONNA WA MARU)               | 三浦徳子 | 川口真 | 川口真 |

## その他のカバー
ラヴ・イズ・オーヴァー
- 1980年、森進一 - シングル「恋月夜」B面曲
- 1981年、倉橋ルイ子 - アルバム『Without Sugar』
- 1982年、西城秀樹 - ライブアルバム『HIDEKI RECITAL - 秋ドラマチック』
- 1984年、美空ひばり - アルバム『水仙の詩／美空ひばり 〜美空ひばり ポップスを唄う〜』[注釈 2]
- 1997年、舟木一夫 - アルバム『心に泌みた流行歌(はやりうた)-35th』
- 2008年、ミトカツユキ - アルバム『SUMMER CANDLE』
- 2008年、CHEMISTRY - アルバム『Winter of Love』
- 2008年、アンドリューW.K. - アルバム『一発勝負〜カヴァーズ』
- 2009年、つるの剛士 - アルバム『つるのおと』
- 2009年、misono - アルバム『カバALBUM』
- 2009年、中西保志 - アルバム『メロディーズ』
- 2009年、桑田佳祐 - ライブビデオ「昭和八十三年度!ひとり紅白歌合戦」
- 2010年、徳永英明 - アルバム『VOCALIST 4』初回盤Bボーナストラック[12]
- 2010年、Acid Black Cherry - アルバム『Recreation 2』
- 2010年、倖田來未 - アルバム『ETERNITY〜Love & Songs〜』[13]
- 2011年、藤あや子 - アルバム『Woman』
- 2011年、青山テルマ - アルバム『SINGLES BEST』
- 2011年、EXILE TAKAHIRO - TBS系列『EXILE魂』内でのカバー
- 2011年、鈴木雅之 - アルバム『DISCOVER JAPAN』[14]
- 2013年、秋元順子 - アルバム『Dear Songs ～夢をつないで～』
- 2013年、浅倉杏美、原由実、沼倉愛美 - アルバム『THE IDOLM@STER STATION!!! FAVORITE TALKS』
- 2013年、岩佐美咲 - アルバム『リクエスト・カバーズ』[15]
- 2015年、パク・ジュニョン - アルバム『愛の法則 ～名曲カバー・コレクション～』
- 2015年、花見桜こうき - カバーアルバム『花見便り～俺の女唄名曲集～』[16]
- 2016年、JUJU - シングル「六本木心中／ラヴ・イズ・オーヴァー」、カバーアルバム『スナックJUJU 〜夜のRequest〜』[17]
- 2016年、玄田哲章 - WEBアニメ『クレヨンしんちゃん外伝 おもちゃウォーズ』第2話内でのカバー
- 2018年、氷川きよし - アルバム『新・演歌名曲コレクション8 -冬のペガサス-勝負の花道〜オーケストラ』[18]
- 2019年、柴田淳 - アルバム『おはこ』[19]
- 2020年、遠藤さくら - WEBドラマ『サムのこと』第3話内でのカバー
- 2021年、掛川エミ - アルバム『Home Humming』[20]
- 2023年、錦織一清 - アルバム『歌謡 Style Collection』[21]
- 2023年、雨宮天 - アルバム『COVERSⅡ -Sora Amamiya favorite songs-』[22]